# Xian de Gaoling
Le xian de Gaoling (高陵县 ; pinyin : Gāolíng Xiàn) est un district administratif de la province du Shaanxi à l'est de la Chine. Il est placé sous la juridiction de la ville sous-provinciale de Xi'an.

## Démographie et superficie
La population du district était de 333 477 habitants en 2010.
La superficie de Xian de Gaoling est de 285 km.